# Thimonville

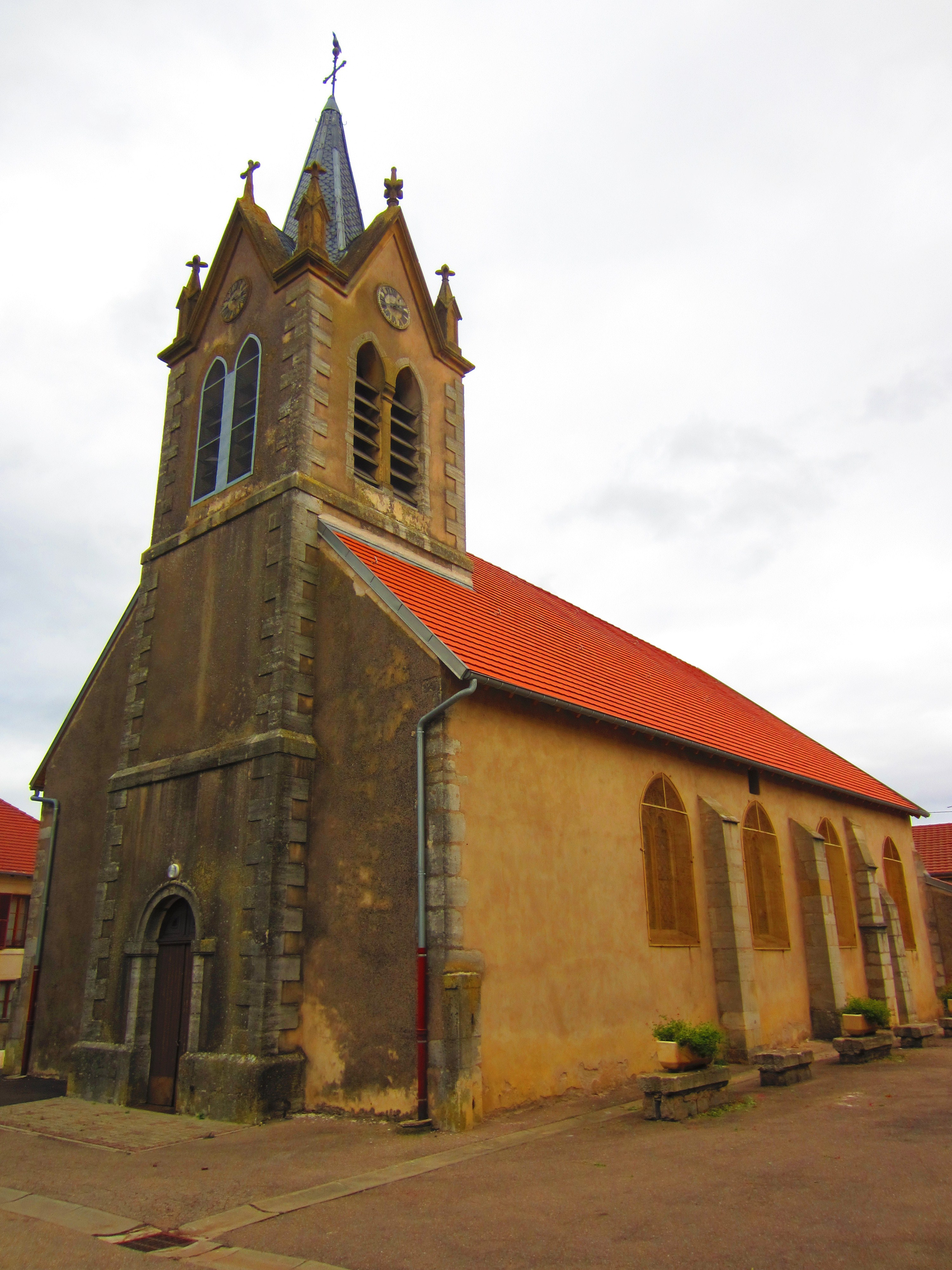
Kirche St. Alban (14. Jahrhundert)

Thimonville ist eine französische Gemeinde mit 140 Einwohnern (Stand 1. Januar 2022) im Département Moselle in der Region Grand Est (bis 2015 Lothringen). Sie gehört zum Arrondissement Metz.

## Geographie
Thimonville liegt 31 Kilometer südöstlich von Metz und 16 Kilometer südlich von Pange auf einer Höhe zwischen 228 und 291 m über dem Meeresspiegel, die mittlere Höhe beträgt 260 m. Das Gemeindegebiet umfasst 7,4 km².

## Geschichte
Das Dorf wurde 1250 erstmals erwähnt, es finden sich die Überreste eines Schlosses, das 1349 zerstört wurde.  Die Ortschaft gehörte früher zum Herzogtum Lothringen.
Durch den Frankfurter Frieden vom 10. Mai 1871 kam die Region an das deutsche Reichsland Elsaß-Lothringen, und das Dorf wurde dem Landkreis Metz im Bezirk Lothringen zugeordnet. Die Dorfbewohner betrieben Getreide-, Obst-, Gemüse- und Tabakanbau.
Nach dem Ersten Weltkrieg musste die Region aufgrund der Bestimmungen des Versailler Vertrags 1919 an Frankreich abgetreten werden und wurde Teil des Département Moselle. Im Zweiten Weltkrieg war die Region von der deutschen Wehrmacht besetzt.
Von 1915 bis 1918 trug der Ort den eingedeutschten Namen Thimmenheim, von 1940 bis 1944 Timmweiler.

### Bevölkerungsentwicklung
| Jahr      | 1962 | 1968 | 1975 | 1982 | 1990 | 1999 | 2007 | 2019 |
| Einwohner | 188  | 156  | 148  | 133  | 164  | 146  | 162  | 154  |